# Campbon
Campbon (bretonsko Kambon) je naselje in občina v francoskem departmaju Loire-Atlantique regije Loire. Leta 2012 je naselje imelo 3.866 prebivalcev.

## Geografija
Kraj leži v pokrajini Bretaniji 36 km severovzhodno od Saint-Nazaira.

## Uprava
Občina Campbon skupaj s sosednjimi občinami Blain, Bouée, Bouvron, La Chapelle-Launay, Cordemais, Le Gâvre, Lavau-sur-Loire, Malville, Prinquiau, Quilly, Saint-Étienne-de-Montluc, Savenay in Le Temple-de-Bretagne sestavlja kanton Blain; slednji se nahaja v okrožju Saint-Nazaire.

## Zanimivosti
- peklenski stolp, Château de Campbon
- Cerkev sv. Martina in Viktorja

- trdnjava Château de Campbon iz 11. stoletja, francoski zgodovinski spomenik od leta 1934,
- cerkev sv. Martina in Viktorja iz 19. stoletja,
- kapela sv. Viktorja,
- kapela sv. Barbe v Magouëtu.